# 新保有未
新保 有未（しんぽ ゆみ、）は、日本のクリエイター、YouTube映像編集者。
YouTube映像編集者として、動画編集や企画をしている。

## 主な出演作品

### 舞台
- 舞台「雨上がりには好きだといって」（2017年7月28日 - 7月30日） - 富田姫々 (エム) 役
- 舞台 ポップンマッシュルームチキン野郎「仏の顔も三度までと言いますが、それはあくまで仏の場合ですので 鰹&栄螺」（2017年10月4日 - 10月15日） - 制作
- 舞台 X-QUEST「愛だ」（2017年10月18日 - 10月22日） - 制作
- 舞台 CharMantプロデュース 「結 -YUI-」（2017年10月25日 - 10月26日） - 制作
- 舞台 唐澤俊一ユニット「ペットハウス」(2017年12月6日 - 12月10日)  - 制作